# گای وی. هاوارد
گای وی. هاوارد (به انگلیسی: Guy Victor Howard) سناتور سابق عضو حزب جمهوری‌خواه ایالات متحده آمریکا بود. وی در سال ۱۹۳۶ تا ۱۹۳۷ میلادی سناتور ایالت مینه‌سوتا در سنای ایالات متحده آمریکا بود.